# Sucesión de Mayer-Vietoris
La sucesión de Mayer-Vietoris es una sucesión de grupos de homología exacta. Es de gran importancia en el campo de la Topología algebraica, dado que permite calcular grupos de homología con mayor facilidad. Éste no es el único método, pero en ocasiones puede ser muy simplificador.

## Teorema (de Mayer-Vietoris)
Sea {\displaystyle X} un espacio topológico y {\displaystyle U}, {\displaystyle V} dos abiertos contenidos en {\displaystyle X} tales que {\displaystyle X=U\cup V}. Entonces la sucesión:

{\displaystyle \ldots \longrightarrow H_{p}(U\cap V){\xrightarrow {\varphi }}\,H_{p}(U)\oplus H_{p}(V){\xrightarrow {\psi }}\,H_{p}(X){\xrightarrow {\Delta }}\,H_{p-1}(U\cap V)\longrightarrow \ldots }

es exacta.
- Datos: Q2421905